# Thoracochaeta accola
Thoracochaeta accola är en tvåvingeart som beskrevs av Rohacek och Marshall 2000. Thoracochaeta accola ingår i släktet Thoracochaeta och familjen hoppflugor.
Artens utbredningsområde är Ukraina. Inga underarter finns listade i Catalogue of Life.